# Tom Hanks
Thomas Tom Jeffrey Hanks (Concord, Califòrnia, 9 de juliol de 1956) és un actor de cinema i productor estatunidenc, guanyador dues vegades de l'Oscar al millor actor i considerat un dels més versàtils i talentosos del cinema actual.
Hanks és l'actor que més diners ha guanyat de tota la història del cinema amb un total de gairebé sis mil milions de dòlars (setembre 2006). És també copropietari de Playtone, una companyia de producció de pel·lícules.

## Biografia

### Primers anys de vida i família
Hanks va néixer a Concord, Califòrnia, el 9 de juliol de 1956, fill de Janet Marylyn, treballadora d'hospital (née Frager) i el cuiner itinerant Amos Bud Hanks. La seva mare era de família portuguesa; el seu cognom original era Fraga. El seu pare tenia ascendència anglesa, i, per la seva línia, Hanks és un cosí llunyà del president Abraham Lincoln i del presentador infantil Fred Rogers (a qui molts anys més tard interpretaria en un paper cinematogràfic). Els seus pares es van divorciar el 1960 quan ell tenia cinc anys. Visqué aleshores amb el seu pare que era cuiner, i canviava constantment de feina i de parella. Per això en Tom va viure a moltes ciutats, fins que es va assentar a Oakland (Califòrnia).
Els seus tres fills grans, Sandra (més tard Sandra Hanks Benoiton, escriptora), Larry (que va esdevenir professor d'entomologia a la Universitat d'Illinois a Urbana-Champaign) i Tom, van anar amb el seu pare, mentre que el més petit, Jim (que també va esdevenir actor i cineasta), es va quedar amb la seva mare a Red Bluff, Califòrnia. Durant la seva infància, la família de Hanks es mudava sovint; als deu anys, ja havia viscut en deu cases diferents. Tot i que els antecedents religiosos de la família Hanks eren catòlics i mormons, es va convertir al cristianisme ortodox grec quan era adult, després del seu matrimoni amb Rita Wilson.
Un periodista va qualificar el jo adolescent de Hanks com un evangèlic bíblic durant diversos anys. A l'escola, no era popular ni entre els estudiants ni entre els professors, i més tard va dir a la revista Rolling Stone: «Era un friqui, un boig. Era horriblement, dolorosament, terriblement tímid. Alhora, era el noi que crida/anomenava subtítols divertits durant les tires de pel·lícula. Però no em ficava en problemes. Sempre vaig ser un noi molt bo i força responsable». Hanks va actuar en obres de teatre escolars, inclosa South Pacific, mentre assistia a la Skyline High School d’Oakland, Califòrnia.
Havent crescut a la zona de la badia de San Francisco, Hanks diu que alguns dels seus primers records cinematogràfics van ser veure pel·lícules al teatre Alameda. Hanks va estudiar teatre al Chabot College de Hayward, Califòrnia, i es va traslladar a la Universitat Estatal de Califòrnia, Sacramento, després de dos anys. Durant una entrevista del 2001 amb el comentarista esportiu Bob Costas, li van preguntar a Hanks si preferia un Oscar o un Trofeu Heisman. Va respondre que hauria preferit guanyar un Heisman jugant de corredor pels California Golden Bears. El 1986 va dir a la revista New York Magazine: «Les classes d'actuació semblaven el millor lloc per a un noi a qui li agradava fer molt de soroll i ser força extravagant. Passava molt de temps anant a obres de teatre. Simplement anava a un teatre, em comprava una entrada, m'asseia a la butaca i llegia el programa, i després em submergia completament en l'obra. Passava molt de temps així, veient Brecht, Tennessee Williams, Ibsen i tot això».
Durant els seus anys estudiant teatre, Hanks va conèixer Vincent Dowling, director del Great Lakes Theater Festival de Cleveland, Ohio. A suggeriment de Dowling, Hanks va fer de becari al festival. Les seves pràctiques es van estendre a una experiència de tres anys que va cobrir la majoria dels aspectes de la producció teatral, incloent-hi la il·luminació, el disseny d'escenografia i la direcció escènica, cosa que va fer que Hanks deixés la universitat. Durant la mateixa època, Hanks va guanyar el Premi del Cercle de Crítics de Cleveland al millor actor per la seva actuació de Proteus a l'obra de Shakespeare Els dos gentilhomes de Verona el 1978, una de les poques vegades que va interpretar un vilà.

### Carrera
Hanks va començar a actuar a obres teatrals a l'institut i posteriorment a la universitat de Sacramento. Poc després es traslladà a Nova York, on va conèixer qui seria la seva primera dona, l'actriu teatral Samantha Lewes. Es van casar el 1978 però, després d'uns anys de matrimoni i de tenir dos fills, es van divorciar el 1985.
La seva primera pel·lícula va ser el film de terror He Knows You're Alone, de 1980. Posteriorment durant uns anys només va fer comèdies. La popularitat va arribar quan va aparèixer a la pel·lícula Splash, de 1984, al costat de Daryl Hannah.
El 1988 Hanks es va casar per segona vegada, amb l'actriu Rita Wilson, a qui va conèixer al rodatge de la pel·lícula Volunteers (1985), amb qui va tenir dos fills més. Amb Forrest Gump va assolir la fama mundial i es va convertir en un dels actors més sol·licitats dels darrers anys.
Ha guanyat dos Oscars, per Filadèlfia (1993) i per Forrest Gump (1994), i ha estat nominat tres cops més per Big (1988), Saving Private Ryan (1998) i Cast Away (2000). També ha guanyat quatre Globus d'Or i dues nominacions a aquest premi.
A més a més d'aquests premis, el 2002 va guanyar el premi AFI Life Achievement Award'. Tom Hanks n'ha estat el guanyador més jove.
Després de dirigir uns quants episodis de sèries televisives com Tales from the Crypt, Hanks va debutar el 1996 com a director amb The Wonders.
Hanks també publica relats a The New Yorker.

## Reputació i llegat

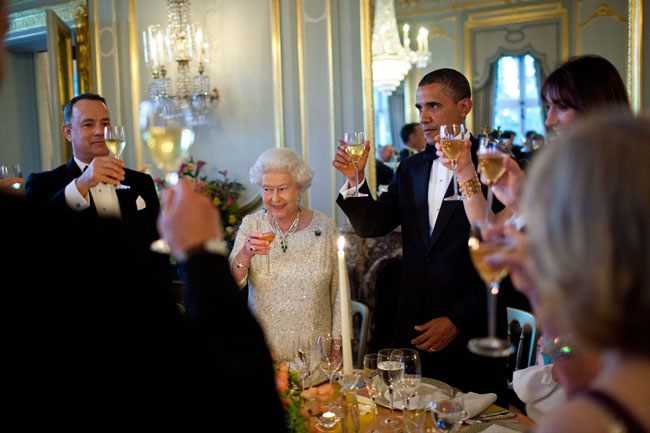
Hanks amb la reina Elisabet II i el president dels Estats Units, Barack Obama, a Winfield House, a Londres.

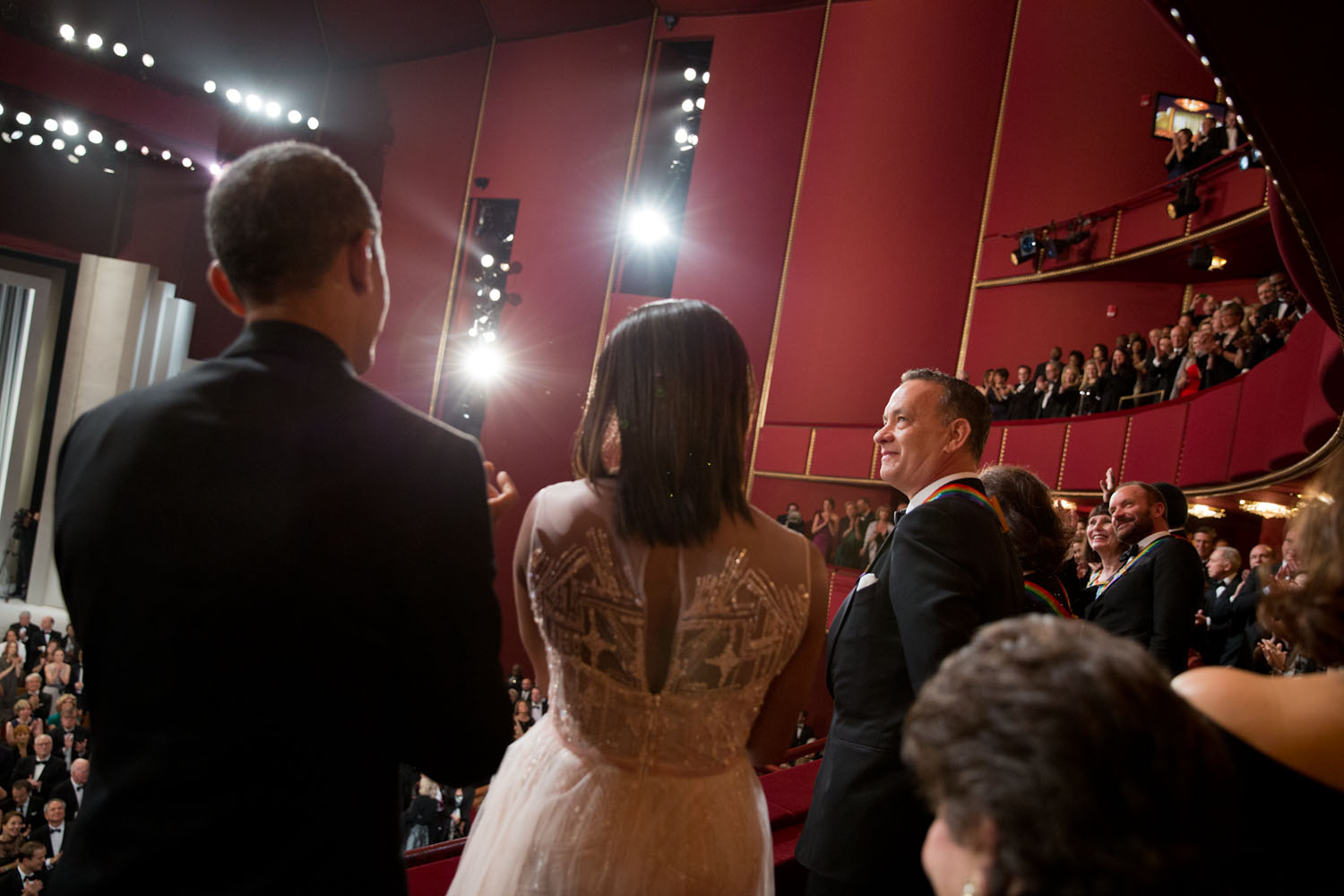
Hanks amb el president Barack Obama i la primera dama Michelle Obama als Kennedy Center Honors

Sovint es compara Hanks amb James Stewart, i també se l'ha anomenat amb freqüència el pare d'Amèrica. El 2013, quan protagonitzava Lucky Guy de Nora Ephron a Broadway, va tenir una multitud de 300 fans esperant veure'l després de cada actuació. Aquest és el nombre més alt de fans expectants després de l'espectacle de qualsevol actuació de Broadway.
Hanks està classificat com la cinquena estrella de taquilla més alta de tots els temps a Amèrica del Nord, amb un total de més de 4,9 mil milions de dòlars a la taquilla estatunidenca, una mitjana de 100,8 dòlars milions per pel·lícula. A tot el món, les seves pel·lícules han recaptat més de 9,96 mil milions de dòlars. L'asteroide 12818 Tomhanks porta el seu nom.
El 2003, Hanks va ser votat com a número 3 a la llista de Channel 4 de les 100 millors estrelles de cinema de tots els temps, i ocupa el número 22 a la llista de VH1 de les 200 millors icones de la cultura pop de tots els temps. Va ser inclòs a la llista Forbes de les deu celebritats més poderoses del món els anys 2000, 2002 i 2003. Hanks va ser l'invitat al programa Desert Island Discs de BBC Radio 4 el 8 de maig de 2016. En el procés dels últims minuts del programa, en què el convidat tria el seu favorit dels vuit discos (peces musicals) que s'acaben de reproduir, un llibre i un article de luxe, va triar Així parlà Zaratustra de Richard Strauss de la Filharmònica de Viena, Un món encès només per foc de William Manchester, i una màquina d'escriure i paper Hermes 3000, respectivament.
Hanks va ser entrevistat cinc vegades a WHYY-FM per Terry Gross al programa de ràdio Fresh Air de Filadèlfia. Els temes van incloure dos segments sobre el seu paper principal a Captain Phillips, una pel·lícula sobre la història real del capità d'un vaixell segrestat per pirates somalis. Dues entrevistes són sobre la minisèrie de 12 parts From Earth to the Moon, de la qual Hanks va ser productor executiu i que va ser nominada a 17 premis Emmy. L'últim segment de l'entrevista inclou anècdotes compartides per Hanks sobre la seva carrera d'actor.

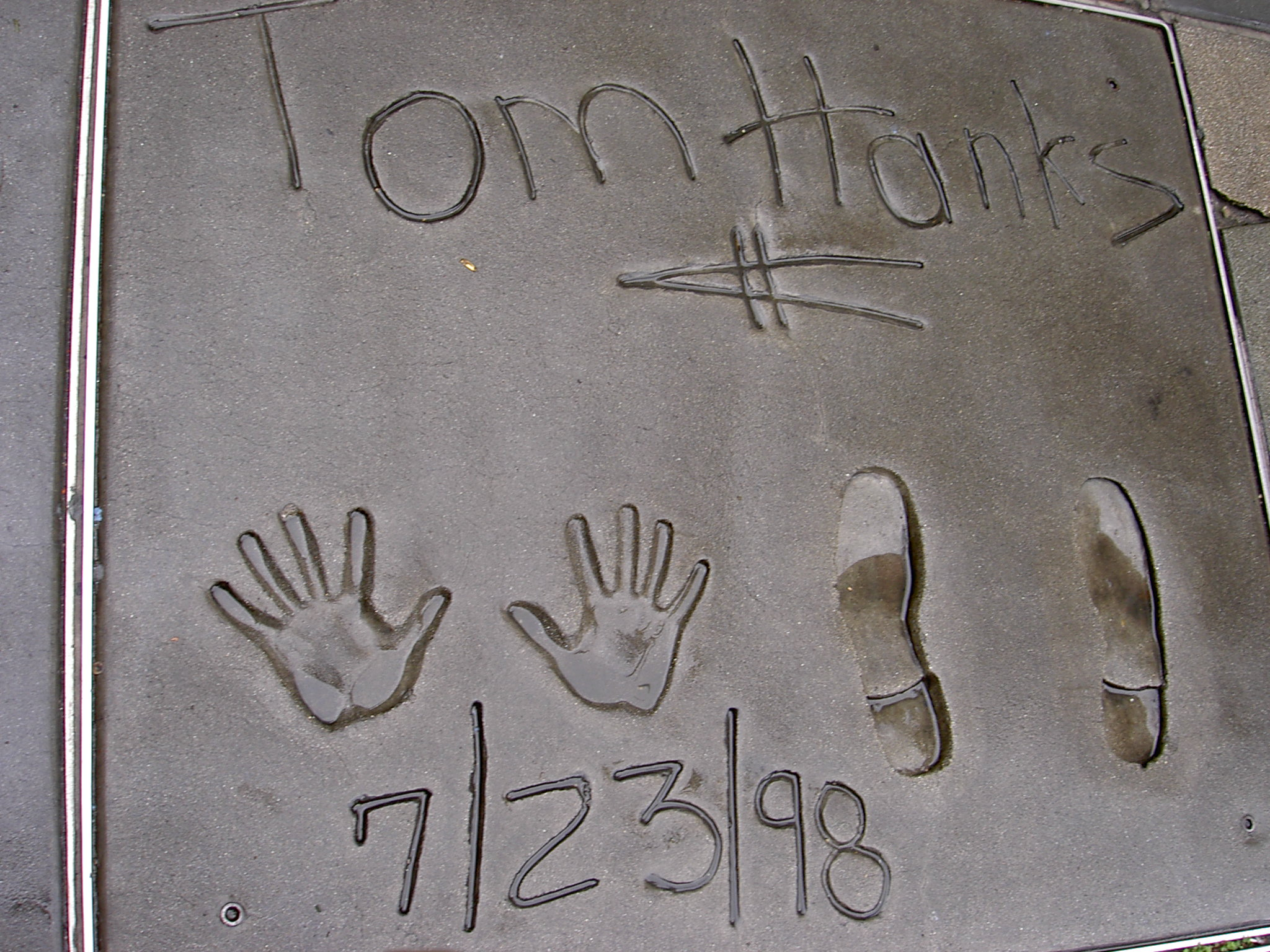
Empremtes de ciment de Hanks davant del Grauman's Chinese Theatre de Hollywood

Roger Ebert va escriure «sobre actors que no són 'més grans que la vida', sinó que d'alguna manera són iguals a la vida: persones que sentim que coneixem i entenem, i amb qui ens sentim còmodes. Sentim que aquests actors no encarnen les nostres fantasies, sinó les nostres vides. En veure'ls ens sentim felicitats, perquè ens estem mirant a nosaltres mateixos. Ens asseguren que en la nostra quotidianitat també tenim una mena d'importància. Els actors que poden fer això (Buster Keaton, Spencer Tracy, James Stewart, Henry Fonda, Robert Duvall, Gene Hackman i Tom Hanks) ocupen una categoria especial... El triomf central de Tom Hanks com a actor de cinema és que, la majoria de les vegades, creiem que pensa molt com nosaltres, i fa més o menys el que nosaltres faríem, però que d'alguna manera ho fa a una escala més gran o més ennoblidora. És la qualitat de James Stewart. Però pocs actors la poden obtenir; amb la majoria, veus els seus egos entreveient-se, o els enxampes esforçant-se massa. La càmera és un detector de mentides, i Hanks ha de ser una persona fonamentalment bona per interpretar aquests papers, o això, o ell...és un actor encara millor del que pensem».

## Vida personal

### Matrimoni i família

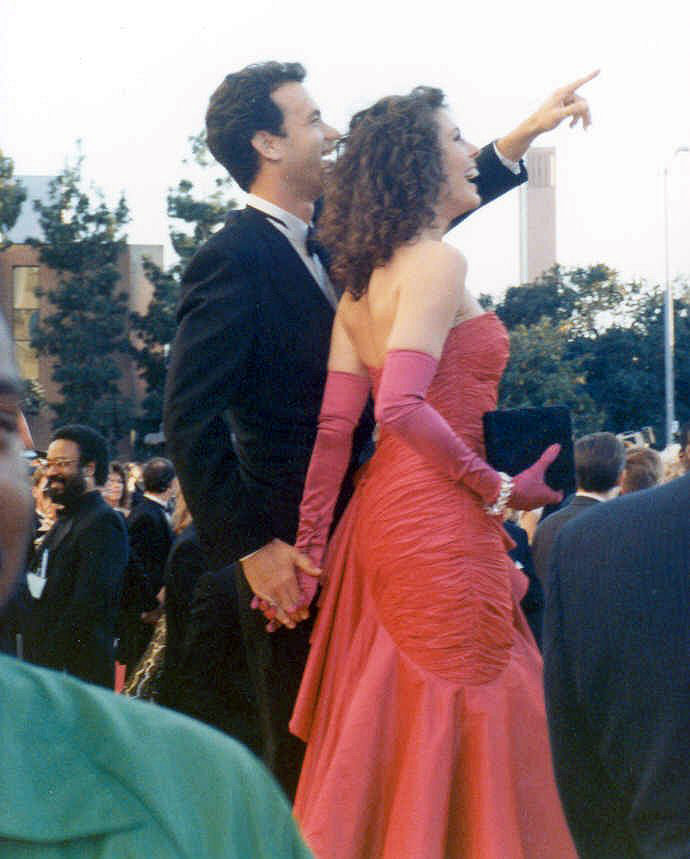
Hanks i la seva dona Rita Wilson als Oscars de 1989

Hanks es va casar amb l'actriu estatunidenca Samantha Lewes (1952–2002) el 1978. Van tenir un fill, l'actor Colin (n. 1977), i una filla, Elizabeth (n. 1982). Hanks i Lewes es van divorciar el 1987. Lewes va morir el 2002 als 49 anys a causa d’un càncer d'os.
El 1981, Hanks va conèixer l'actriu Rita Wilson al rodatge de la comèdia televisiva Bosom Buddies (1980–1982). Es van retrobar el 1985 al rodatge de Volunteers. Wilson és d'ascendència grega i búlgara i membre de l’Església Ortodoxa Grega. Abans de casar-s'hi, Hanks es va convertir a la seva fe. Assisteix activament a l'església i ha comentat: «He de dir que quan vaig a l'església —i hi vaig— reflexiono sobre el misteri. Medito sobre el 'per què?' de 'per què la gent és com és' i 'per què les coses dolentes passen a la gent bona' i 'per què les coses bones passen a la gent dolenta'. ... El misteri és el que crec que és, gairebé, la gran teoria unificadora de tota la humanitat». Hanks i Wilson es van casar el 1988 i tenen dos fills. El seu fill gran, Chet, va publicar una cançó de rap el 2011 i va tenir papers recurrents a Empire i Shameless. El seu fill petit, Truman, va néixer el 1995 i va interpretar la versió més jove del personatge del seu pare a A Man Called Otto (2022). Hanks viu amb la seva família a Los Angeles, Califòrnia, i Ketchum, Idaho.
A l'octubre de 2013, al programa Late Show with David Letterman, Hanks va dir que té diabetis tipus 2. El col·laborador mèdic de CBS News va dir que les fluctuacions significatives de pes per a uns quants papers cinematogràfics com ara A League of Their Own i Cast Away podrien haver contribuït al diagnòstic. En una entrevista del 2018, Hanks va atribuir la seva condició a una combinació de genètica i estil de vida. Des de llavors ha fet canvis en l'estil de vida per controlar la seva condició, com ara mantenir una dieta més saludable i evitar papers al cinema que requereixin canvis dràstics de pes.
Tot i ser fan dels Oakland Athletics i dels Raiders quan tenien la seu a Oakland, Hanks va declarar l'abril de 2017 que boicotejaria l'NFL durant dos anys després que els Raiders sol·licitessin el trasllat a Las Vegas. Des del 1984, Hanks ha estat seguidor del club de la Premier League anglesa, l'Aston Villa.
El novembre de 2019, poc abans de l'estrena d'Un amic extraordinari, una pel·lícula dramàtica en què Hanks interpreta Fred Rogers, va saber a través d'Ancestry.com que ell i Rogers eren cosins sisens, tots dos descendents de Johannes Meffert (1732–1795), que va néixer a Schöneck, Hessen, Alemanya (aleshores part del Sacre Imperi Romanogermànic) i va emigrar als Estats Units al segle xviii, establint-se a Kentucky i canviant el seu cognom a Mefford. Hanks també és parent del 16è president dels Estats Units, Abraham Lincoln. Hanks va narrar el programa de televisió Killing Lincoln del 2011.
El 27 de desembre de 2019, el president de Grècia, Prokopis Pavlopoulos, va signar una ordre de naturalització honorària per a Hanks i la seva família, citant els seus serveis excepcionals a Grècia, convertint-lo així a ell i a la seva família immediata en ciutadans grecs. Hanks, juntament amb Wilson i els seus fills, van rebre la ciutadania honorària pel seu paper en cridar l'atenció mundial i demanar ajuda després d'un devastador incendi forestal que va arrasar el poble costaner de Mati, prop d'Atenes, el juliol de 2018, i que va matar més de 100 persones. El ministre de l'Interior grec, Takis Theodorikakos, va dir que Hanks «va mostrar un interès real per les persones que van patir l'incendi de Mati i va promoure aquest tema als mitjans de comunicació internacionals». El juliol de 2020, Hanks i Wilson van ser fotografiats amb els seus passaports grecs al costat del primer ministre de Grècia, Kyriakos Mitsotakis, i la seva dona.

### Opinions polítiques i activisme

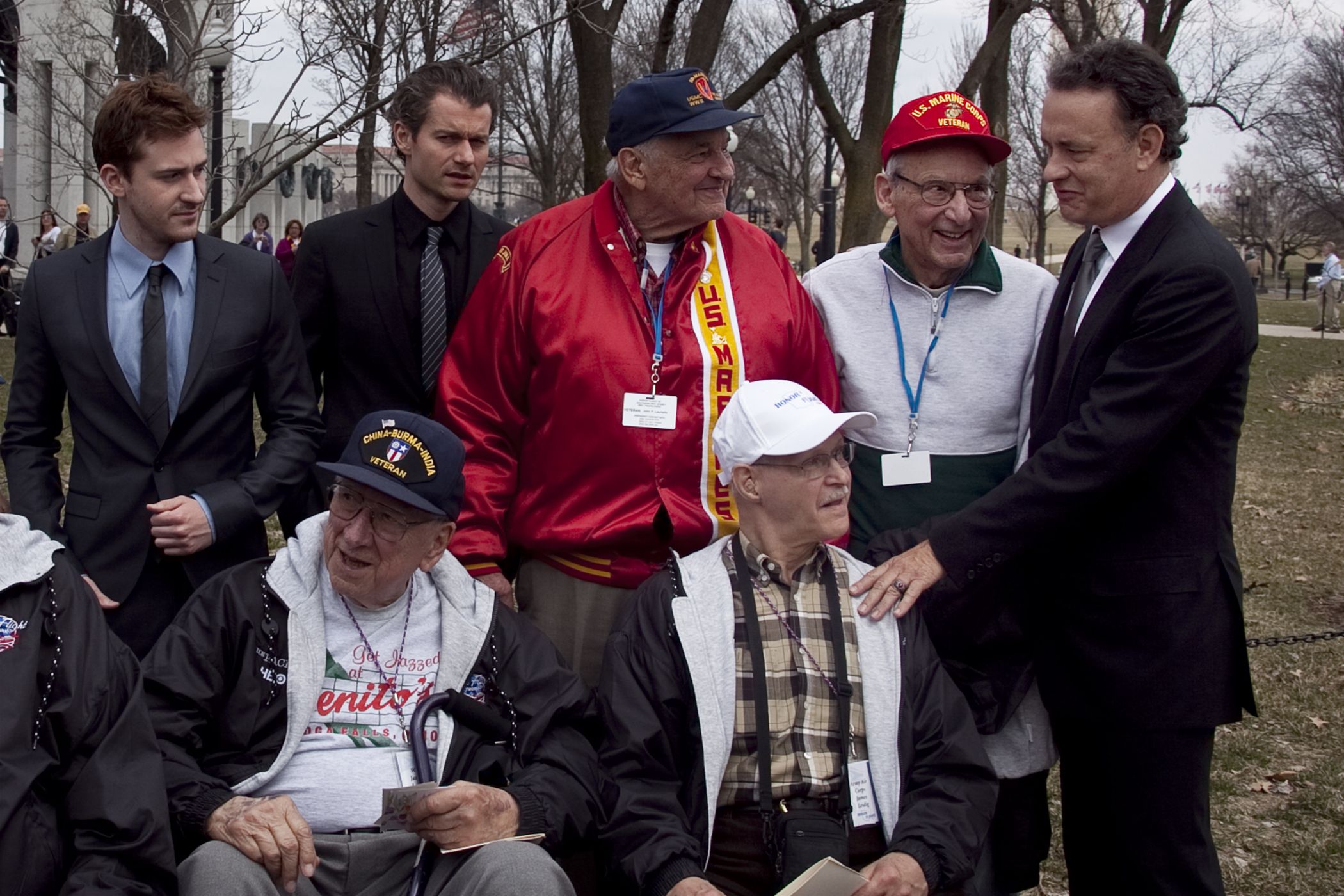
Hanks amb veterans de la Segona Guerra Mundial el 2010

Hanks ha fet donacions a molts polítics demòcrates i, durant les eleccions presidencials dels Estats Units del 2008, va penjar un vídeo al seu compte de MySpace donant suport a Barack Obama. També va narrar un documental del 2012, The Road We've Traveled, creat per Obama per a Amèrica. El 2016, Hanks va donar suport a l'exsecretària d'Estat Hillary Clinton a les eleccions presidencials de 2016.
Hanks va expressar obertament la seva oposició a la Proposta del 2008, una esmena a la constitució de Califòrnia que definia el matrimoni com la unió només entre un home i una dona. Hanks i altres van recaptar més de 44 dòlars americans milions per fer campanya contra la proposta. Mentre estrenava una sèrie de televisió el gener de 2009, Hanks va cridar als partidaris de la Proposició 8 antiamericans i va criticar els membres de l'Església SUD, que eren els principals defensors del projecte de llei, per les seves opinions sobre el matrimoni i el seu paper en el suport al projecte de llei. Aproximadament una setmana més tard, es va disculpar pel comentari, dient que no hi ha res més americà que votar segons la consciència.
Defensor de l'ecologisme, Hanks és un inversor en vehicles elèctrics i posseeix un Toyota RAV4 EV i el primer AC Propulsion eBox de producció. Era llogater d'un EV1 abans que fos retirat del mercat, tal com es relata al documental Who Killed the Electric Car? Estava a la llista d'espera per a un Aptera Sèrie 2. Hanks és el president de la campanya Hidden Heroes de la Fundació Elizabeth Dole. La missió declarada de la campanya és inspirar un moviment nacional per donar suport més eficaç als cuidadors militars i veterans.
El 2004, mentre visitava la Casa Blanca, Hanks va descobrir que el cos de premsa no tenia cafetera i, poc després, va donar una màquina d'espresso. Va tornar a donar màquines noves el 2010 i el 2017. La seva donació del 2017 va anar acompanyada d'una nota que deia: «Al Cos de Premsa de la Casa Blanca, continueu la bona lluita per la Veritat, la Justícia i l'Estil de Vida Americà. Especialment per la part de la veritat». Va donar suport a l'exvicepresident Joe Biden a les eleccions presidencials del 2020.

## Filmografia
| Any  | Títol                                                    | Paper                           | Notes |
| ---- | -------------------------------------------------------- | ------------------------------- | --- |
| 1980 | He Knows You're Alone                                    | Elliot                          | |
| 1984 | Splash                                                   | Allen Bauer                     | |
| 1984 | Comiat de solter (Bachelor Party)                        | Rick Gassko                     | |
| 1985 | L'home de la sabata vermella (The Man With One Red Shoe) | Richard Harlan Drew             | |
| 1985 | Voluntaris (Volunteers)                                  | Lawrence Whatley Bourne, III    | |
| 1986 | The Money Pit                                            | Walter Fielding, Jr.            | |
| 1986 | Res en comú (Nothing in Common)                          | David Basner                    | |
| 1986 | Sempre ens diem adéu (Every Time We Say Goodbye)         | David Bradley                   | |
| 1987 | Dragnet                                                  | Pep Streebeck                   | |
| 1988 | Big                                                      | Josh Baskin                     | Globus d'Or al millor actor musical o còmic Nominació − Oscar al millor actor                                        |
| 1988 | Punchline                                                | Steven Gold                     | |
| 1989 | The Burbs                                                | Ray Peterson                    | |
| 1989 | Socis i perdiguers (Turner & Hooch)                      | Detectiu Scott Turner           | |
| 1990 | Joe contra el volcà (Joe Versus The Volcano)             | Joe Banks                       | |
| 1990 | La foguera de les vanitats (The Bonfire of the Vanities) | Sherman McCoy                   | |
| 1992 | Radio Flyer                                              | Older Mike                      | |
| 1992 | Elles donen el cop (A League of Their Own)               | Jimmy Dugan                     | |
| 1993 | Alguna cosa per recordar (Sleepless in Seattle)          | Sam Baldwin                     | Nominació − Globus d'Or al millor actor musical o còmic                                                              |
| 1993 | Filadèlfia (Philadelphia)                                | Andrew Beckett                  | Oscar al millor actor Globus d'Or al millor actor dramàtic Ós de Plata a la millor interpretació masculina           |
| 1994 | Forrest Gump                                             | Forrest Gump                    | Oscar al millor actor Globus d'Or al millor actor dramàtic Nominació − BAFTA al millor actor                         |
| 1995 | Apol·lo 13 (Apollo 13)                                   | Jim Lovell                      | |
| 1995 | The Celluloid Closet                                     | Ell mateix                      | Documental |
| 1995 | Toy Story                                                | Xèrif Woody                     | Veu |
| 1996 | That Thing You Do!                                       | Mr. White                       | Director Guionista                                                                                                   |
| 1998 | Salvem el soldat Ryan (Saving Private Ryan)              | Captain John H. Miller          | Nominació − Oscar al millor actor Nominació − Globus d'Or al millor actor dramàtic Nominació − BAFTA al millor actor |
| 1998 | Tens un e-mail (You've Got Mail)                         | Joe Fox                         | |
| 1999 | Toy Story 2                                              | Xèrif Woody                     | Veu |
| 1999 | The Green Mile                                           | Paul Edgecomb                   | |
| 2000 | Nàufrag (Cast Away)                                      | Chuck Noland                    | Productor Globus d'Or al millor actor dramàtic Nominació − Oscar al millor actor Nominació − BAFTA al millor actor   |
| 2002 | Road to Perdition                                        | Michael Sullivan                | |
| 2002 | Catch Me If You Can                                      | Carl Hanratty                   | |
| 2004 | The Ladykillers                                          | Professor G.H. Dorr             | |
| 2004 | The Terminal                                             | Viktor Navorski                 | |
| 2004 | Love Me Tender (Elvis Has Left the Building)             | Mailbox Elvis                   | cameo |
| 2004 | Polar express (The Polar Express)                        | Diverses veus                   | Veu Productor |
| 2006 | Cars                                                     | Xèrif Woody Car (Station Wagon) | Veu |
| 2006 | El codi Da Vinci (The Da Vinci Code)                     | Robert Langdon                  | |
| 2007 | The Simpsons Movie                                       | Ell mateix                      | Veu |
| 2007 | La guerra d'en Charlie Wilson (Charlie Wilson's War)     | Charlie Wilson                  | Nominació − Globus d'Or al millor actor musical o còmic                                                              |
| 2008 | The Great Buck Howard                                    | Mr. Gable                       | |
| 2009 | Àngels i dimonis (Angels & Demons)                       | Robert Langdon                  | |
| 2010 | Toy Story 3                                              | Xèrif Woody                     | Veu |
| 2011 | Larry Crowne                                             | Larry Crowne                    | |
| 2011 | Tan fort i tan a prop                                    | Thomas Schell                   | |
| 2012 | Cloud Atlas                                              | Dr. Henry Goose                 | |
| 2013 | Capità Phillips (Captain Phillips)                       | Capità Richard Phillips         | Nominació − Globus d'Or al millor actor dramàtic Nominació − BAFTA al millor actor                                   |
| 2013 | Saving Mr. Banks                                         | Walt Disney                     | |
| 2015 | Bridge of Spies                                          | James Donovan                   | |
| 2015 | Ithaca                                                   | Sr. Macauley                    | |
| 2016 | Inferno                                                  | Robert Langdon                  | |
| 2016 | A Hologram for the King                                  | Alan                            | |
| 2016 | Sully                                                    | Chesley 'Sully' Sullenberger    | |
| 2017 | Els arxius del Pentàgon (The Post)                       | Benjamin Bradlee                | |
| 2017 | The Circle                                               | Bailey                          | |
| 2019 | Toy Story 4                                              | Xèrif Woody                     | Veu |
| 2019 | A Beautiful Day in the Neighborhood                      | Fred Rogers                     | |
| 2020 | Greyhound                                                | Comandant Ernest Krause         | |
| 2020 | Borat Subsequent Moviefilm                               | Ell mateix                      | Cameo |
| 2020 | News of the World                                        | Capità Jefferson Kyle Kidd      | |
| 2021 | Finch                                                    | Finch Weinberg                  | |
| 2022 | Elvis                                                    | Coronel Tom Parker              | |
| 2022 | Pinotxo (Pinocchio)                                      | Geppetto                        | |
| 2024 | Here (pel·lícula de 2024)                                | Richard                         | |

### Honors
- Medalla Presidencial de la Llibertat[65]